# Sozialistische Republik Rumänien
Die Sozialistische Republik Rumänien (rumänisch Republica Socialistă România, RSR) war ein sozialistischer Staat, der von 1947 bis 1989 offiziell in Rumänien existierte. Von 1947 bis 1965 trug der Staat den Namen Rumänische Volksrepublik (rumänisch Republica Populară Romînă, RPR). Das Land war ein Ostblock-Staat und Mitglied des Warschauer Pakts mit einer in der Verfassung verankerten dominanten Rolle der Rumänische Kommunistische Partei. Geographisch grenzte die SRR im Osten an das Schwarze Meer, im Norden und Osten an die Sowjetunion (über die Ukrainische und Moldauische SSR); Ungarn und Jugoslawien (über die SR Serbien) im Westen und Bulgarien im Süden.
Als der Zweite Weltkrieg zu Ende ging, wurde das Königreich Rumänien, ein ehemaliges Mitglied der Achse, das 1944 durch einen rumänischen Staatsstreich die Achse gestürzt hatte, von der Sowjetunion besetzt, dem einzigen Vertreter der Alliierten. Am 6. März 1945 wurde nach Massendemonstrationen kommunistischer Sympathisanten und politischem Druck durch den sowjetischen Vertreter der Alliierten Kontrollkommission eine neue prosowjetische Regierung eingesetzt, der auch Mitglieder der zuvor verbotenen Rumänischen Arbeiterpartei angehörten. Nach und nach erlangten immer mehr Mitglieder der Arbeiterpartei und kommunistisch orientierter Parteien die Kontrolle über die Verwaltung, und die politischen Führer der Vorkriegszeit wurden nach und nach aus dem politischen Leben entfernt. Im Dezember 1947 wurde der König Michael I. gezwungen abzudanken, und die Volksrepublik Rumänien wurde ausgerufen.
Zunächst wurden Rumäniens knappe Nachkriegsressourcen von den SovRoms, neuen steuerbefreiten sowjetisch-rumänischen Unternehmen, ausgebeutet, die es der Sowjetunion ermöglichten, Rumäniens wichtigste Einnahmequellen zu kontrollieren. Eine weitere Belastung waren die an die Sowjetunion gezahlten Kriegsreparationen. In den 1950er Jahren begann die kommunistische Regierung Rumäniens jedoch, mehr Unabhängigkeit zu erlangen, was zum Beispiel zum Abzug aller sowjetischen Truppen aus Rumänien bis 1958 führte. Insgesamt verzeichnete das Land von den 1950er bis zu den 1970er Jahren hohe Wirtschaftswachstumsraten und deutliche Verbesserungen bei der Kindersterblichkeit, der Lebenserwartung, der Alphabetisierung, der Verstädterung und den Rechten der Frauen, stagnierte dann aber in den 1980er Jahren.
In den 1960er und 1970er Jahren wurde Nicolae Ceaușescu Generalsekretär der Kommunistischen Partei (1965), Vorsitzender des Staatsrats (1967) und übernahm 1974 das neu geschaffene Amt des Präsidenten. Ceaușescus Verurteilung des Einmarsches des Warschauer Paktes in die Tschechoslowakei im Jahr 1968 und eine kurze Lockerung der internen Repression führten zu einem positiven Image sowohl im Inland als auch im Westen. Das rasche Wirtschaftswachstum, das zum Teil durch ausländische Kredite angeheizt wurde, wich jedoch allmählich einer Sparsamkeit und politische Repression, die zum gewaltsamen Sturz seiner totalitären Regierung im Dezember 1989 führte.
In der Zeit der SRR wurden viele Menschen hingerichtet oder starben in Haft, die meisten während der stalinistischen Ära in den 1950er Jahren. Während die Zahl der gerichtlichen Hinrichtungen zwischen 1945 und 1964 bei 137 lag, Todesfälle in der Haft werden auf mehrere Dutzend geschätzt oder Hunderttausende. Andere wurden aus politischen, wirtschaftlichen oder anderen Gründen verhaftet und erlitten Haft oder Folter.
Die Verfassung von 1965 blieb nach ihrer Auflösung in Kraft und wurde geändert, um den Übergang Rumäniens zur Demokratie widerzuspiegeln. Sie wurde am 8. Dezember 1991 durch die aktuelle Verfassung ersetzt, nachdem ein nationales Referendum das sozialistische Regierungssystem vollständig abgeschafft und durch ein semipräsidentielles Regierungssystem ersetzt hatte.

## Geschichte

### Sowjetische Besetzung und Aufstieg der Kommunisten

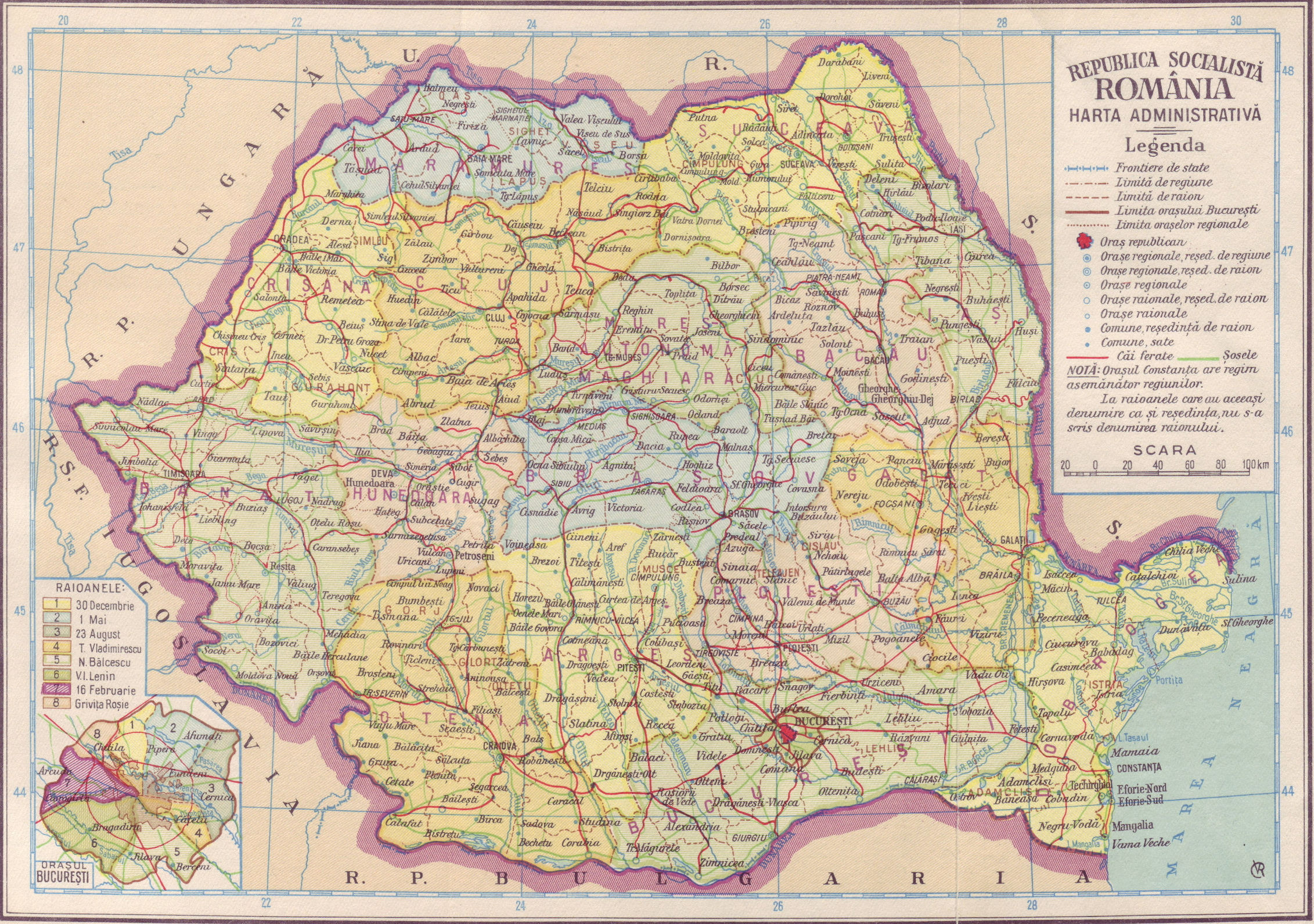
Die Sozialistische Republik Rumänien im Jahr 1966

Als Michael von Rumänien, unterstützt von den wichtigsten politischen Parteien, im August 1944 Ion Antonescu stürzte und damit Rumänien von den Achsen löste und auf die Seite der Alliierten brachte, konnte Michael nichts tun, um die Erinnerung an die kurz zuvor erfolgte aktive Teilnahme seines Landes am Deutschen Überfall auf die Sowjetunion zu vertreiben. Die rumänischen Streitkräfte kämpften unter sowjetischem Kommando und drangen durch Nord-Siebenbürgen in das eigentliche Ungarn und weiter in die Tschechoslowakei und Österreich vor. Die Sowjets behandelten Rumänien jedoch wie ein erobertes Gebiet, und die sowjetischen Truppen besetzten das Land weiterhin mit der Begründung, dass die Rumänen bis vor kurzem aktive Verbündete der Nazis mit einer faschistischen Regierung gewesen seien.
Die Konferenz von Jalta hatte der Sowjetunion ein überwiegendes Interesse an Rumänien zugestanden, die Pariser Friedensverträge erkannten Rumänien nicht als verbündeten Mitkriegspartei an, da die rumänische Armee den größten Teil des Krieges hart gegen die sowjetischen Truppen gekämpft hatte und erst dann die Seiten wechselte, als sich das Blatt zu wenden begann. Wie alle politischen Parteien spielten die Kommunisten in der ersten Kriegsregierung von König Michael unter General Constantin Sănătescu nur eine untergeordnete Rolle, während ihre Präsenz in der Regierung von Nicolae Rădescu zunahm. Dies änderte sich im März 1945, als Petru Groza von der Pflügerfront, einer den Kommunisten nahestehenden Partei, Premierminister wurde. Seine Regierung war auf dem Papier breit aufgestellt und umfasste Mitglieder der meisten großen Vorkriegsparteien, mit Ausnahme der faschistischen Eisernen Garde. Die Kommunisten hatten jedoch die Schlüsselministerien inne, und die meisten der Minister, die nominell nicht-kommunistische Parteien vertraten, waren wie Groza selbst Mitläufer.
Der König war mit dem Kurs dieser Regierung nicht zufrieden, aber als er versuchte, Grozas Rücktritt zu erzwingen, indem er sich weigerte, irgendwelche Gesetze zu unterzeichnen (eine Aktion, die als „königlicher Streik“ bekannt wurde), entschied sich Groza einfach, Gesetze zu erlassen, ohne sich die Mühe zu machen, Michaels Unterschrift einzuholen. Am 8. November 1945, dem Namenstag König Michaels, eskalierte eine Pro-Monarchie-Demonstration vor dem Königspalast in Bukarest zu Straßenkämpfen zwischen Oppositionsanhängern und Soldaten, Polizisten und regierungsfreundlichen Arbeitern, bei denen Dutzende von Menschen getötet und verwundet wurden; sowjetische Offiziere hinderten rumänische Soldaten und Polizisten daran, auf Zivilisten zu schießen, und sowjetische Truppen stellten die Ordnung wieder her.
Trotz der Missbilligung des Königs brachte die erste Groza-Regierung die Landreform und das Frauenwahlrecht, das der Partei große Popularität unter den Bauern des Südens und des Ostens verschaffte, während sie durch das Frauenwahlrecht die Unterstützung der gebildeten Frauen gewann. Sie brachte jedoch auch den Beginn der sowjetischen Vorherrschaft in Rumänien mit sich. Bei den Wahlen vom 19. November 1946 erhielt der kommunistisch geführte Block der Demokratischen Parteien (BPD) 84 % der Stimmen. Diese Wahlen waren durch weit verbreitete Unregelmäßigkeiten gekennzeichnet, darunter Einschüchterung, Wahlbetrug und Attentate Archive bestätigen den damaligen Verdacht, dass die Wahlergebnisse tatsächlich gefälscht wurden.
Nach der Regierungsbildung bemühten sich die Kommunisten, die Rolle der Zentrumspartei zu beseitigen; insbesondere die Nationale Bauernpartei wurde der Spionage beschuldigt, nachdem 1947 bekannt geworden war, dass sich ihre Führer heimlich mit Vertretern der Vereinigten Staaten trafen. Daraufhin wurde ein Schauprozess gegen die Parteiführung anberaumt, und sie wurden ins Gefängnis gesteckt. Andere Parteien wurden gezwungen, mit den Kommunisten zu „fusionieren“. In den Jahren 1946 und 1947 wurden mehrere hochrangige Mitglieder der pro-Achse Regierung als Kriegsverbrecher hingerichtet, vor allem wegen ihrer Beteiligung am Holocaust und wegen Angriffen auf die Sowjetunion. Antonescu selbst wurde am 1. Juni 1946 hingerichtet.
Bis 1947 blieb Rumänien die einzige Monarchie im Ostblock. Am 30. Dezember desselben Jahres befand sich Michael in seinem Schloss in Sinaia, als Groza und Gheorghe Gheorghiu-Dej ihn nach Bukarest zurückriefen. Sie überreichten ihm eine vorgefertigte Abdankungsurkunde und forderten ihn auf, sie zu unterzeichnen. Da prokommunistische Truppen seinen Palast umstellten und seine Telefonleitungen gekappt waren, war Michael gezwungen, das Dokument zu unterzeichnen. Stunden später schaffte das Parlament die Monarchie ab und rief Rumänien als Volksrepublik aus. Im Februar 1948 schlossen sich die Kommunisten mit den Sozialdemokraten zur Rumänischen Arbeiterpartei zusammen. Die meisten unabhängig denkenden Sozialdemokraten wurden jedoch bald verdrängt. In der Zwischenzeit waren viele nichtkommunistische Politiker entweder inhaftiert worden oder ins Exil geflohen.
Das kommunistische Regime wurde mit der Verfassung vom 13. April 1948 formalisiert. Die neue Verfassung war fast eine Kopie der Sowjetverfassung von 1936. Während sie auf dem Papier alle möglichen Freiheiten garantierte, war jede Vereinigung mit „faschistischem oder antidemokratischem Charakter“ untersagt. Diese Bestimmung wurde weit ausgelegt, um jede Partei zu verbieten, die nicht bereit war, den Willen der Kommunisten zu erfüllen, und gab der politischen Unterdrückung eine rechtliche Fassade.
Obwohl die Verfassung von 1948 und ihre beiden Nachfolger den Anschein von Religionsfreiheit erweckten, verfolgte das Regime in Wirklichkeit eine Politik der Förderung des marxistisch-leninistischen Atheismus, verbunden mit einer religiösen Verfolgung. Die Rolle der religiösen Einrichtungen war streng auf ihre Gotteshäuser beschränkt, und große öffentliche Demonstrationen waren streng verboten. Um die Rolle des Klerus in der Gesellschaft zu minimieren, erließ die Regierung 1948 ein Dekret zur Verstaatlichung des Kirchenbesitzes, einschließlich der Schulen. Das Regime hielt es für klüger, die Religion zu nutzen und sie dem Regime unterzuordnen, als sie auszurotten. Die kommunistische Regierung löste auch die Rumänische Griechisch-Katholische Unierte Kirche auf und erklärte ihren Zusammenschluss mit der Rumänisch-Orthodoxe Kirche.

### Rumänische Volksrepublik

#### Frühe Jahre

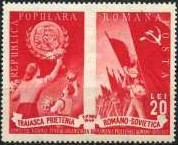
Briefmarke von 1949 zur Feier der rumänisch-sowjetischen Freundschaft.

Die ersten Jahre der kommunistischen Herrschaft in Rumänien waren von wiederholten Kurswechseln und zahlreichen Verhaftungen und Inhaftierungen geprägt, da die Fraktionen um die Vorherrschaft rangen. Die Ressourcen des Landes wurden auch durch die sowjetischen SovRom-Abkommen erschöpft, die den Versand rumänischer Waren in die Sowjetunion zu Nominalpreisen erleichterten.
Am 11. Juni 1948 wurden alle Banken und Großunternehmen verstaatlicht.
In der kommunistischen Führung scheint es drei wichtige Fraktionen gegeben zu haben, alle Stalinisten, die sich eher durch ihre jeweilige persönliche Geschichte als durch tiefgreifende politische oder philosophische Differenzen unterschieden. In der späteren Geschichtsschreibung wurden folgende Fraktionen unterschieden: die „Moskauer“, insbesondere Ana Pauker und Vasile Luca, die den Krieg in Moskau verbracht hatten, und die „Gefängniskommunisten“, insbesondere Gheorghe Gheorghiu-Dej, der während des Krieges in Rumänien inhaftiert war und untertauchte.
Pauker und ihre Verbündeten wurden beschuldigt, nach links und rechts abzuschweifen. So waren sie anfangs dafür, die Landbevölkerung nicht zu liquidieren, änderten aber später ihre Position. Letztendlich setzte sich Gheorghiu-Dej mit der Unterstützung von Joseph Stalin durch. Pauker wurde (zusammen mit 192.000 anderen Parteimitgliedern) aus der Partei ausgeschlossen; Pătrășcanu wurde nach einem Schauprozess hingerichtet.

#### Ära Gheorghiu-Dej

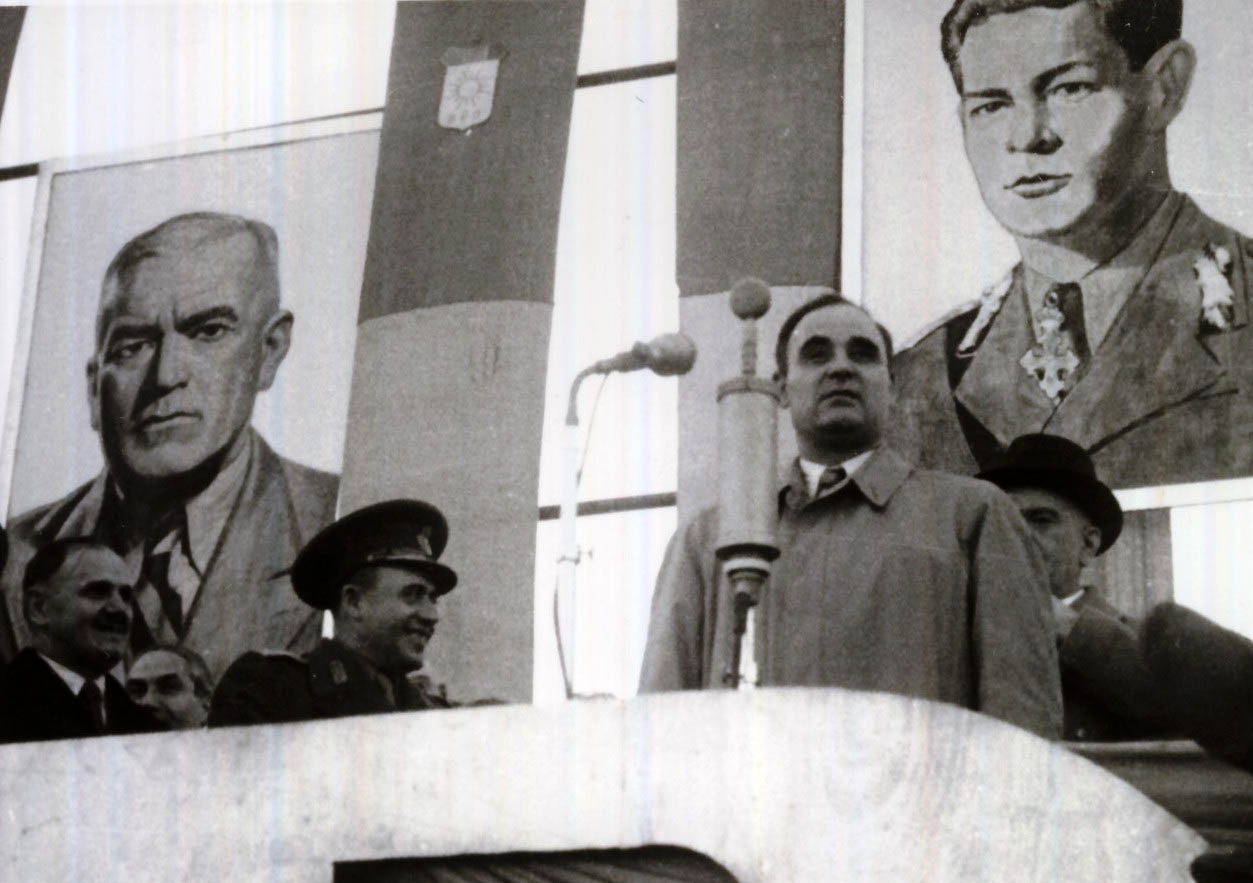
Gheorghe Gheorghiu-Dej spricht auf einer Arbeiterkundgebung auf dem Platz der Nation in Bukarest nach den Parlamentswahlen 1946

Gheorghiu-Dej, ein überzeugter Stalinist, war mit den Reformen in der Sowjetunion von Nikita Chruschtschow nach Stalins Tod 1953 unzufrieden. Er sträubte sich auch gegen das Ziel des Comecon, Rumänien zur „Kornkammer“ des Ostblocks zu machen, und verfolgte einen Wirtschaftsplan, der auf der Schwerindustrie und der Energieerzeugung beruhte. Die Regierung schloss die größten rumänischen Arbeitslager, gab das Projekt des Donau-Schwarzmeer-Kanals auf, setzte die Rationierung aus und erhöhte die Löhne der Arbeiter. Diese Faktoren trugen dazu bei, dass Rumänien unter Gheorghiu-Dej einen relativ unabhängigen und nationalistischen Weg einschlug.
Gheorghiu-Dej identifizierte sich mit dem Stalinismus, und die liberalere sowjetische Regierung drohte, seine Autorität zu untergraben. Um seine Position zu stärken, verpflichtete sich Gheorghiu-Dej zur Zusammenarbeit mit jedem Staat, unabhängig vom politisch-wirtschaftlichen System, solange dieser die internationale Gleichheit anerkannte und sich nicht in die inneren Angelegenheiten anderer Nationen einmischte. Diese Politik führte zu einer engeren Bindung Rumäniens an China, das ebenfalls für nationale Selbstbestimmung eintrat und den sowjetischen Hegemonismus ablehnte.
Gheorghiu-Dej trat 1954 als Generalsekretär der Partei zurück, behielt aber das Amt des Premierministers; ein vierköpfiges kollektives Sekretariat, dem auch Nicolae Ceaușescu angehörte, kontrollierte die Partei ein Jahr lang, bevor Gheorghiu-Dej die Zügel wieder in die Hand nahm. Trotz seiner neuen Politik der internationalen Zusammenarbeit trat Rumänien 1955 der Warschauer Vertragsorganisation (Warschauer Pakt) bei, was die Unterordnung und Integration eines Teils seines Militärs in den sowjetischen Militärapparat zur Folge hatte. Später weigerte sich Rumänien, Manöver des Warschauer Pakts auf seinem Boden zuzulassen, und beschränkte seine Teilnahme an Militärmanövern in anderen Ländern des Bündnisses.
1956 prangerte der sowjetische Premierminister Nikita Chruschtschow Stalin in einer Geheimrede vor dem Zwanzigsten Kongress der Kommunistischen Partei der Sowjetunion (KPdSU) an. Gheorghiu-Dej und die Führung der Rumänischen Arbeiterpartei (Partidul Muncitoresc Român, PMR) waren auf die Entstalinisierung bestens vorbereitet. Gheorghiu-Dej machte Pauker, Luca und Georgescu zu Sündenböcken für die Exzesse der rumänischen Kommunisten in der Vergangenheit und behauptete, die rumänische Partei habe ihre stalinistischen Elemente noch vor Stalins Tod 1953 gesäubert. Höchstwahrscheinlich hat Gheorghiu-Dej selbst die Gewalt und den Zwang bei den Kollektivierungsbewegungen angeordnet, da er diejenigen, die die Missstände begangen haben, nicht zurechtgewiesen hat. Tatsächlich tadelte Pauker jeden Kader, der Bauern zwang, und sobald sie gesäubert war, kam die Gewalt wieder zum Vorschein.
Im Oktober 1956 weigerte sich die kommunistische Führung Polens, den militärischen Drohungen der Sowjetunion nachzugeben, sich in innenpolitische Angelegenheiten einzumischen, und setzte ein gehorsameres Politbüro ein. Wenige Wochen später löste sich die Kommunistische Partei in Ungarn während einer Volksrevolution praktisch auf. Der polnische Oktoberaufstand und der ungarische Volksaufstand inspirierten rumänische Studenten dazu, Versammlungen in Bukarest, Cluj und Timișoara zu organisieren, auf denen sie Freiheit, bessere Lebensbedingungen und ein Ende der sowjetischen Vorherrschaft forderten. Unter dem Vorwand, dass der ungarische Aufstand die eigene Nation zum Aufstand anstacheln könnte, ergriff Gheorghiu-Dej radikale Maßnahmen, die zu Verfolgungen und Inhaftierungen verschiedener „Verdächtiger“, insbesondere von Menschen ungarischer Herkunft, führten. Er sprach sich auch für eine rasche sowjetische Intervention aus, und die Sowjetunion verstärkte ihre militärische Präsenz in Rumänien, insbesondere an der ungarischen Grenze. Während sich die Unruhen in Rumänien als bruchstückhaft und kontrollierbar erwiesen, war dies bei Ungarn nicht der Fall, so dass Moskau im November die Blutige Invasion in Ungarn durchführte.
Nach der Revolution von 1956 arbeitete Gheorghiu-Dej eng mit dem neuen ungarischen Staatschef János Kádár zusammen, der von der Sowjetunion eingesetzt worden war. Rumänien nahm den ehemaligen ungarischen Ministerpräsidenten (Führer der Revolution von 1956) Imre Nagy in Gewahrsam. Er wurde in Snagov, nördlich von Bukarest, inhaftiert. Nach einer Reihe von Verhören durch sowjetische und rumänische Behörden wurde Nagy nach Budapest zurückgebracht, wo er vor Gericht gestellt und hingerichtet wurde.
Die rumänische Regierung ergriff auch Maßnahmen zur Verringerung der öffentlichen Unzufriedenheit, indem sie die Investitionen in die Schwerindustrie reduzierte, die Produktion von Konsumgütern steigerte, die Wirtschaftsverwaltung dezentralisierte, die Löhne und Anreize erhöhte und Elemente der Arbeiterverwaltung einführte. Die Behörden schafften die Zwangsablieferungen für private Landwirte ab, beschleunigten jedoch Mitte der 1950er Jahre das Kollektivierungsprogramm erneut, wenn auch weniger brutal als zuvor. Die Regierung erklärte die Kollektivierung 1962 für abgeschlossen, als die Kollektiv- und Staatsbetriebe 77 % des Ackerlands kontrollierten.
Obwohl Gheorghiu-Dej behauptete, die rumänische Partei von Stalinisten gesäubert zu haben, blieb er anfällig für Angriffe wegen seiner offensichtlichen Mitschuld an den Aktivitäten der Partei von 1944 bis 1953. Auf einer Plenarsitzung der PMR im März 1956 kritisierten Miron Constantinescu und Iosif Chișinevschi, beide Mitglieder des Politbüros und stellvertretende Ministerpräsidenten, Gheorghiu-Dej. Constantinescu, der für eine Liberalisierung im Stile Chruschtschows eintrat, stellte eine besondere Bedrohung für Gheorghiu-Dej dar, da er gute Verbindungen zur Moskauer Führung hatte. Die PMR säuberte Constantinescu und Chișinevschi 1957, indem sie beide als Stalinisten denunzierte und sie der Komplizenschaft mit Pauker bezichtigte. Danach sah sich Gheorghiu-Dej keiner ernsthaften Herausforderung für seine Führung gegenüber. Ceaușescu ersetzte Constantinescu als Leiter der PMR-Kader.
Die Kader – alle Personen, die nicht der Kommunistischen Partei angehörten – galten als die Avantgarde der Partei, da ihnen die Macht anvertraut wurde, eine neue Gesellschaftsordnung und die Formen der Macht, die diese aufrechterhalten sollten, zu schaffen. Sie unterlagen nach wie vor einer umfassenden Überwachung, die ein Umfeld von Wettbewerb und Rivalität schuf.

#### Verfolgung, das System der Arbeitslager und der antikommunistische Widerstand

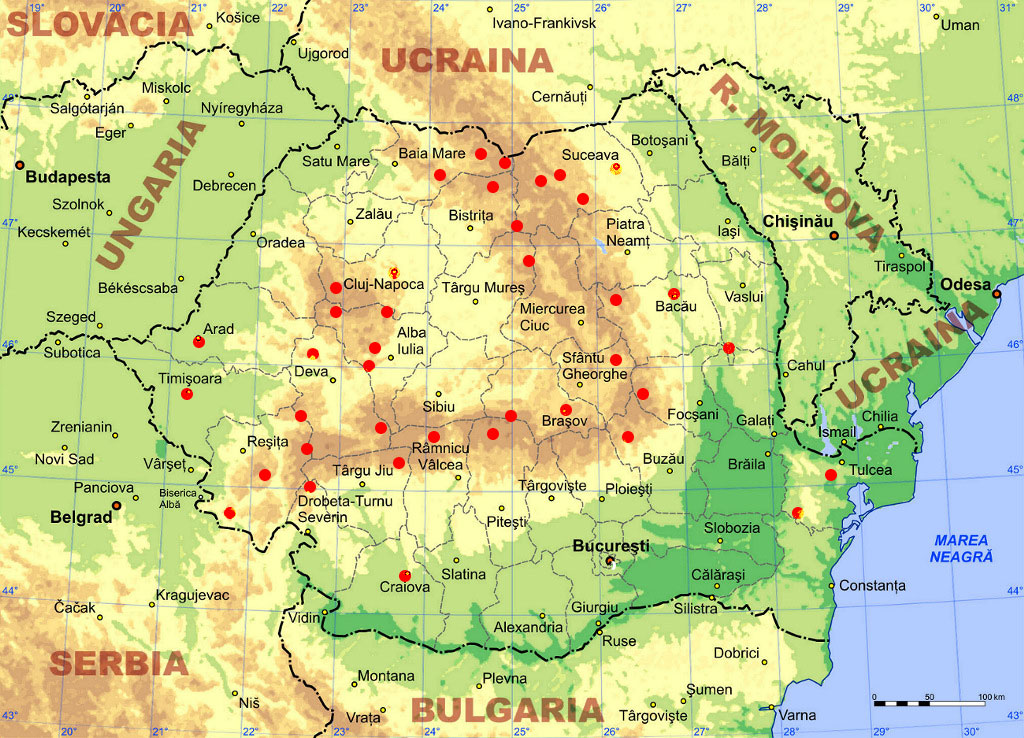
Bewaffneter Widerstand gegen die Regierung

Nach der Verfestigung der kommunistischen Regierung nahm die Zahl der Verhaftungen zu. Die Generaldirektion für Volkssicherheit, auch 'Securitate' genannt, wurde 1948 mit dem erklärten Ziel gegründet, „die demokratische Eroberung zu verteidigen und die Sicherheit der Rumänischen Volksrepublik gegen die Verschwörungen innerer und äußerer Feinde zu gewährleisten“.
Alle Schichten der Gesellschaft waren daran beteiligt, aber besonders betroffen waren die Vorkriegseliten wie Intellektuelle, Geistliche, Lehrer, ehemalige Politiker (selbst wenn sie linksgerichtete Ansichten hatten) und alle, die potenziell den Kern des antikommunistischen Widerstands bilden konnten. In den Jahren zwischen 1945 und 1964 wurden den Angaben zufolge 73.334 Menschen verhaftet.
Die bestehenden Gefängnisse wurden mit politischen Gefangenen gefüllt, und es wurde ein neues System von Zwangsarbeitslagern und Gefängnissen nach dem Vorbild des sowjetischen Gulag geschaffen. Die Entscheidung, das jahrhundertealte Projekt eines Donau-Schwarzmeer-Kanals zu verwirklichen, diente als Vorwand für die Errichtung mehrerer Arbeitslager, in denen zahlreiche Menschen starben. Zu den berüchtigtsten Gefängnissen gehörten das Sighet, das Gherla, das Pitești und das Aiud, außerdem wurden Zwangsarbeitslager in den Bleiminen und im Donaudelta eingerichtet.
Eines der berüchtigtsten und berüchtigtsten Gehirnwäsche-Experimente in der Geschichte Osteuropas fand in Rumänien statt, im politischen Gefängnis von Pitești. Dieses Gefängnis ist in Rumänien immer noch berüchtigt für das sogenannte „Pitești-Experiment“ oder Pitești-Phänomen, das dort zwischen 1949 und 1952 durchgeführt wurde. Das Gefängnis in Pitești und das Pitești-Experiment dienten der „Umerziehung“ von (tatsächlichen oder eingebildeten) Regimegegnern. Dabei wurden die Gefangenen psychisch und physisch gefoltert und erniedrigenden, entwürdigenden und entmenschlichenden Handlungen unterworfen. Dutzende von Menschen starben bei diesem „Experiment“, das jedoch nicht darauf abzielte, die Menschen zu töten, sondern sie „umzuerziehen“. Einige der so „Umerzogenen“ wurden später selbst zu Folterern. Von denjenigen, die Pitești überlebten, nahmen sich viele entweder das Leben oder landeten in psychiatrischen Anstalten.
Die kommunistische Regierung beschloss auch die Deportation von Bauern aus dem Banat (südwestlich von Siebenbürgen, an der Grenze zu Jugoslawien), die am 18. Juni 1951 begann. Etwa 45.000 Menschen wurden in weniger besiedelte Regionen in der östlichen Ebene (Bărăgan) zwangsumgesiedelt. Die Entscheidung der Regierung zielte darauf ab, einen cordon sanitaire gegen Titos Jugoslawien zu schaffen, wurde aber auch als Einschüchterungstaktik eingesetzt, um die verbliebenen Bauern zu zwingen, sich Kolchosen anzuschließen. Die meisten Deportierten lebten 5 Jahre lang (bis 1956) im Bărăgan, einige blieben jedoch dauerhaft dort.
Der antikommunistische Widerstand hatte auch eine organisierte Form, und viele Regierungsgegner griffen zu den Waffen und bildeten Partisanengruppen, die aus 10–40 Personen bestanden. Es gab Anschläge auf Polizeiposten und Sabotageakte. Einige der bekanntesten Partisanen waren Elisabeta Rizea aus Nucșoara und Gheorghe Arsenescu. Trotz der zahlreichen Truppen der Geheimpolizei (Securitate) und der Armee hielt der bewaffnete Widerstand in den Bergen bis Anfang der 1960er Jahre an, und einer der bekanntesten Partisanenführer wurde erst 1974 gefasst.
Eine weitere Form des antikommunistischen Widerstands, diesmal gewaltlos, war die Studentenbewegung von 1956. Als Reaktion auf die antikommunistische Revolte in Ungarn gab es überall im Ostblock Widerhall. In einigen Universitätszentren fanden Proteste statt, die zu zahlreichen Verhaftungen und Ausweisungen führten. Die am stärksten organisierte Studentenbewegung fand in Timișoara statt, wo 3000 Personen verhaftet wurden. In Bukarest und Cluj bildeten sich organisierte Gruppen, die versuchten, mit der antikommunistischen Bewegung in Ungarn gemeinsame Sache zu machen und ihre Aktivitäten zu koordinieren. Die Behörden reagierten sofort: Studenten wurden verhaftet oder von ihren Kursen suspendiert, einige Lehrer wurden entlassen, und es wurden neue Vereinigungen gegründet, um die Aktivitäten der Studenten zu überwachen.
Zehntausende von Menschen wurden im Rahmen der Repressionen und der Agrarkollektivierung im kommunistischen Rumänien vor allem unter Gheorghiu-Dej getötet.

### Ceaușescus Regierung

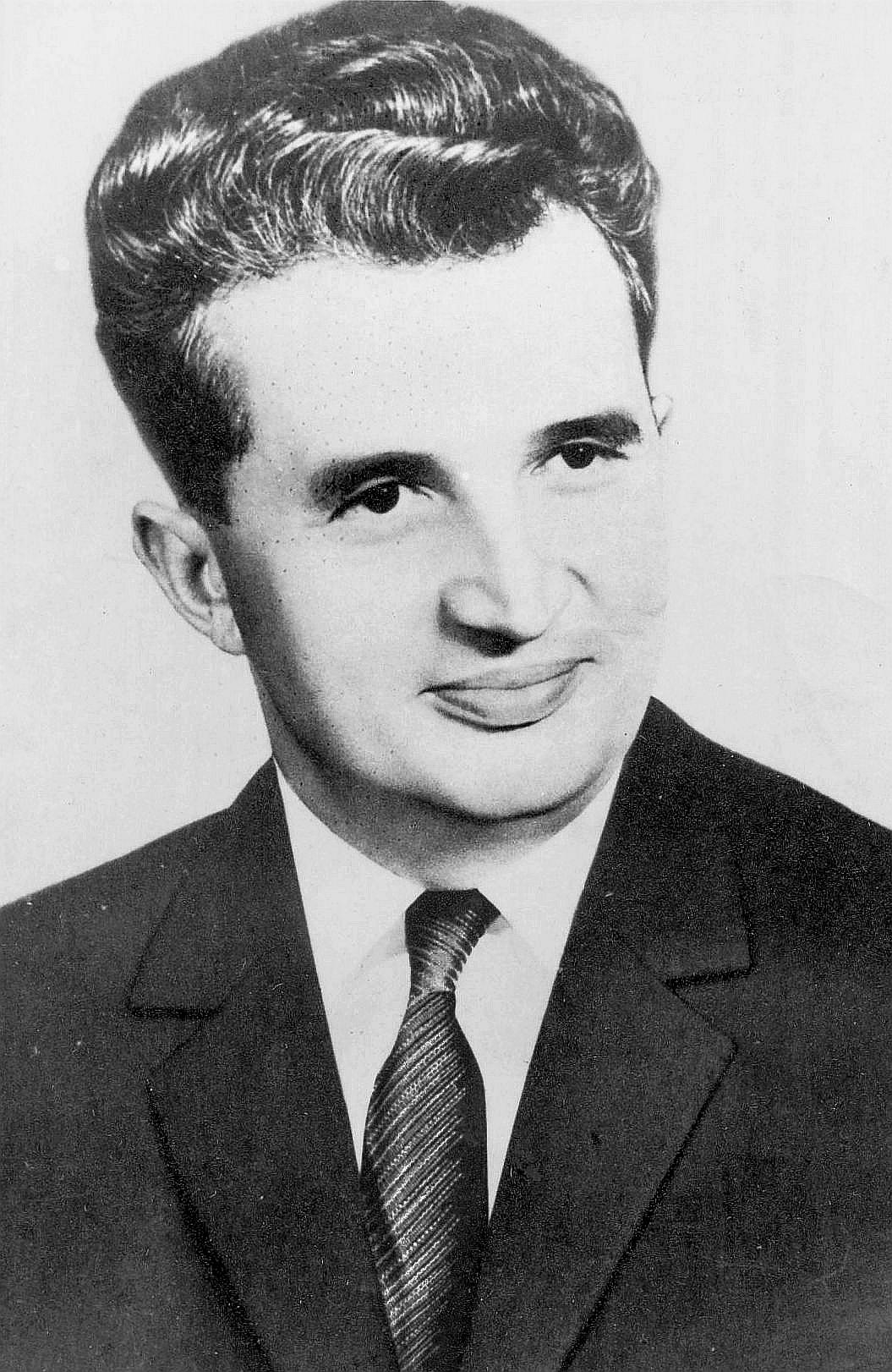
Nicolae Ceaușescu, Staatsoberhaupt Rumäniens von 1965 bis 1989

Gheorghiu-Dej starb 1965 und wurde nach einem Machtkampf von dem bis dahin obskuren Nicolae Ceaușescu abgelöst. In seinen letzten beiden Amtsjahren hatte Gheorghiu-Dej den sowjetisch-chinesischen Streit ausgenutzt und begonnen, sich gegen die Hegemonie der Sowjetunion zu stellen. Ceaușescu, unterstützt von Gheorghiu-Dejs Kollegen wie Maurer, setzte diese populäre Linie fort. Die Beziehungen zu den westlichen Ländern und vielen anderen Staaten begannen sich im scheinbar nationalen Interesse Rumäniens zu verstärken. Im Rahmen einer Politik der Entrussifizierung wurde der forcierte sowjetische (meist russische) kulturelle Einfluss im Land, der die 1950er Jahre kennzeichnete, gestoppt, und stattdessen durften westliche Medien in Rumänien zirkulieren.

#### Erste Jahre
Am 21. August 1965 wurde der Name des Landes nach dem Vorbild der Tschechoslowakei in „Sozialistische Republik Rumänien“ (Republica Socialistă România, RSR) geändert und der alte Name der PMR wiederhergestellt (Partidul Comunist Român, PCR; „Rumänische Kommunistische Partei“).
In seinen ersten Jahren an der Macht war Ceaușescu sowohl im In- als auch im Ausland sehr beliebt. Landwirtschaftliche Erzeugnisse waren im Überfluss vorhanden, Konsumgüter kamen wieder auf den Markt, es herrschte kulturelles Tauwetter, und im Ausland sprach er sich gegen den Einmarsch des Warschauer Paktes in die Tschechoslowakei aus (1968: sowjetischer Einmarsch in die Tschechoslowakei). Während sich sein Ruf im Inland bald verschlechterte, unterhielt er aufgrund seiner unabhängigen politischen Linie weiterhin ungewöhnlich gute Beziehungen zu westlichen Regierungen und zu internationalen kapitalistischen Institutionen wie dem Internationalen Währungsfonds und der Weltbank. Rumänien unter Ceaușescu unterhielt und verbesserte manchmal diplomatische und andere Beziehungen, unter anderem zu Westdeutschland, Israel, China, der Albanien und Pinochets Chile, die alle aus verschiedenen Gründen kein gutes Verhältnis zu Moskau hatten.

#### Menschenrechtsfragen

Demografisches Diagramm. Ein enormer Anstieg der Geburtenrate im Jahr 1967 als Folge des Dekret 770

Nicolae Ceaușescu war besorgt über die niedrigen Geburtenraten des Landes und verordnete eine aggressive Geburtenpolitik, die das Verbot von Abtreibung und Verhütung, routinemäßige Schwangerschaftstests für Frauen, Steuern auf Kinderlosigkeit und die gesetzliche Diskriminierung von Kinderlosen umfasste. Diese Zeit wurde später in Filmen und Dokumentationen dargestellt (z. B. 4 Monate, 3 Wochen und 2 Tage, Children of the Decree). Um dem starken Bevölkerungsrückgang entgegenzuwirken, beschloss die Kommunistische Partei, dass die rumänische Bevölkerung von 23 auf 30 Millionen Einwohner erhöht werden sollte. Im Oktober 1966 wurde das Dekret 770 von Ceaușescu genehmigt.
Diese geburtenfördernden Maßnahmen hatten einen gewissen Erfolg, denn in den späten 1960er Jahren kam es zu einem Babyboom, wobei die 1967 und 1968 geborenen Generationen die größten in der Geschichte des Landes waren. Die geburtenfördernden Maßnahmen ließen die Geburtenraten einige Jahre lang vorübergehend ansteigen, doch danach ging die Zahl der Geburten aufgrund der zunehmenden Nutzung illegaler Abtreibungen zurück. Ceaușescus Politik führte zum Tod von über 9.000 Frauen aufgrund illegaler Abtreibungen, Eine große Anzahl von Kindern, wurden in rumänische Waisenhäuser gesteckt, vor allem diejenigen von Eltern, die mit der Erziehung überfordert waren. Sie wurden häufig zu Straßenkindern der 1990er Jahre (als viele Waisenhäuser geschlossen wurden und die Kinder auf der Straße landeten), was zu katastrophaler Überbelegung von Heimen und Schulen führte.
Zu den weiteren Einschränkungen der Menschenrechte gehörten Eingriffe in die Privatsphäre durch die Geheimpolizei (die „Securitate“), Zensur und Umsiedlungen, allerdings nicht in demselben Ausmaß wie in den 1950er Jahren.
Während der Ceaușescu-Ära gab es einen geheimen „Handel“ zwischen Rumänien auf der einen Seite und Israel und Westdeutschland auf der anderen Seite, in dessen Rahmen Israel und Westdeutschland Geld an Rumänien zahlten, damit rumänische Bürger mit nachgewiesener jüdischer oder deutscher Abstammung nach Israel bzw. Westdeutschland auswandern konnten.

#### Industrialisierung

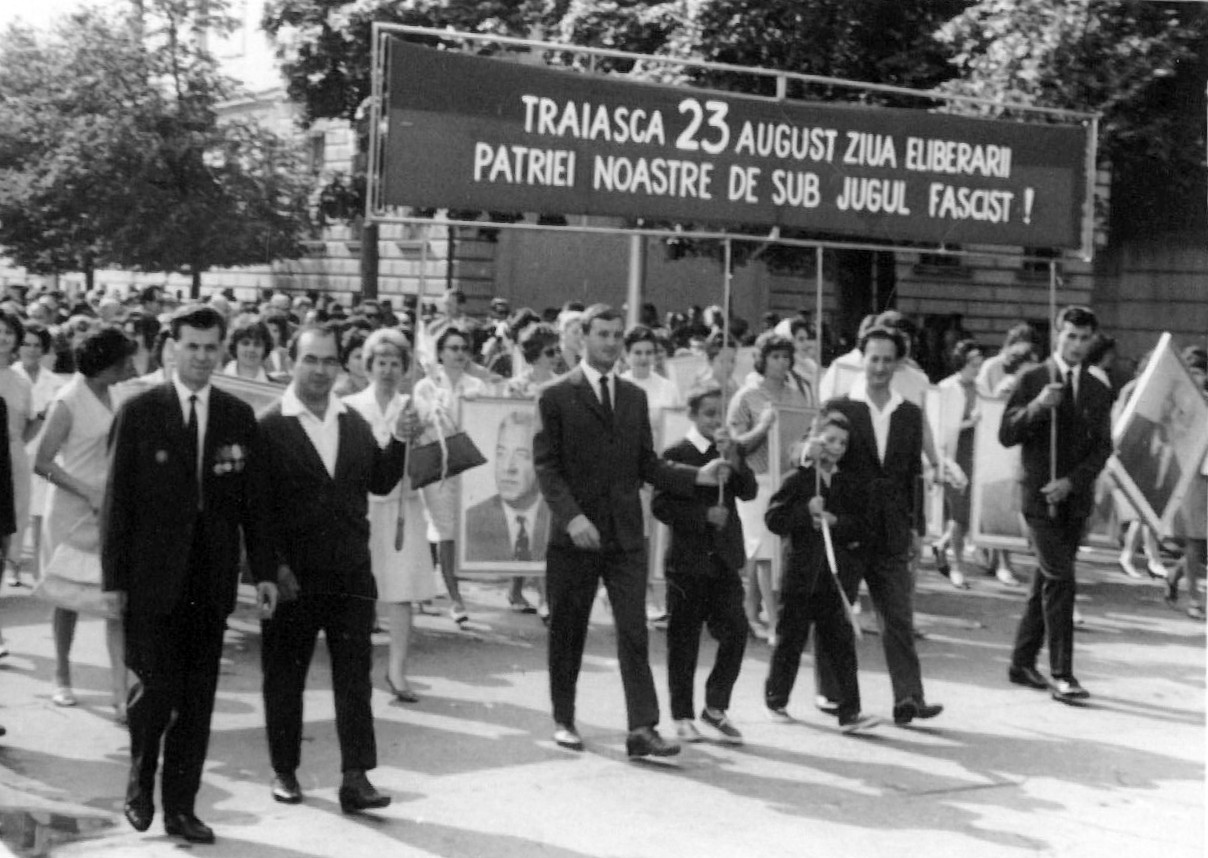
Demonstration vom 23. August

Ceaușescus Rumänien verfolgte weiterhin Gheorghiu-Dejs Politik der Industrialisierung. Rumänien machte Fortschritte in der Wirtschaft. Von 1951 bis 1974 stieg die Bruttoindustrieproduktion Rumäniens mit einer durchschnittlichen jährlichen Rate von 13 Prozent. Mehrere Zweige der Schwerindustrie wurden gegründet, darunter die Werkzeugmaschinen-, Traktoren- und Automobilindustrie, der Großschiffbau, die Herstellung von elektrischen Diesellokomotiven sowie die Elektronik- und die petrochemische Industrie.
Vor Mitte der 1970er Jahre wurde Bukarest, wie die meisten anderen Städte auch, durch die Ausdehnung der Stadt, insbesondere nach Süden, Osten und Westen, entwickelt. Am Stadtrand wurden Wohnviertel mit hoher Dichte gebaut, von denen einige (wie Drumul Taberei, Berceni, Titan oder Giurgiului) von architektonischem und städtebaulichem Wert sind. Vor allem in den 1960er und frühen 1970er Jahren gab es Pläne zur Erhaltung, die jedoch nach Ceaușescus „Kleiner Kulturrevolution“ („Mica revoluție culturală“) gestoppt wurden, nachdem er Nordkorea und die Volksrepublik China besucht und eine Rede gehalten hatte, die als Juli-Thesen bekannt wurde. In den späten 1970er Jahren wurde mit dem Bau der Bukarester Metro begonnen. Nach zwei Jahren waren bereits 10 km des Netzes fertiggestellt und nach weiteren 2 Jahren waren 9 km Tunnel betriebsbereit. Am 17. August 1989 waren bereits 49,01 km des U-Bahn-Netzes und 34 Stationen in Betrieb.

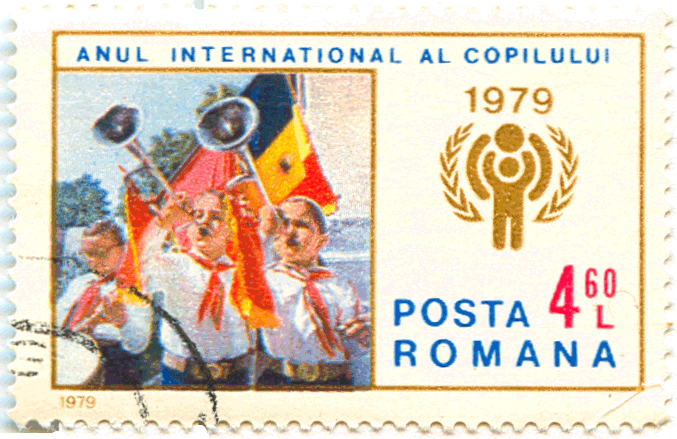
Briefmarke aus dem Jahr 1979

Das Erdbeben von Vrancea 1977 erschütterte Bukarest; viele Gebäude stürzten ein, und viele andere wurden geschwächt. Dies war der Hintergrund, der zu einer Politik des groß angelegten Abrisses führte, die Denkmäler von historischer Bedeutung oder architektonische Meisterwerke wie das monumentale Vǎcǎrești-Kloster (1722), die Kirchen „Sfânta Vineri“ (1645) und „Enei“ (1611), die Klöster Cotroceni (1679) und Pantelimon (1750) und das Art déco „Stadion der Republik“ (ANEF-Stadion, 1926). Selbst der Justizpalast – erbaut von Ion Mincu, dem bedeutendsten Architekten Rumäniens – sollte laut den Systematisierungsunterlagen Anfang 1990 abgerissen werden. Eine weitere Taktik bestand darin, Gebäude zu vernachlässigen und in einen solchen Zustand zu bringen, dass sie abgerissen werden mussten.
Die Politik gegenüber der Stadt nach dem Erdbeben war also nicht auf Wiederaufbau, sondern auf Abriss und Neubau ausgerichtet. Eine 1990 in Auftrag gegebene Analyse der Architektenvereinigung besagt, dass mehr als 2000 Gebäude abgerissen wurden, von denen 77 von großer architektonischer Bedeutung waren, die meisten von ihnen in gutem Zustand. Sogar die Gara de Nord (der Hauptbahnhof der Stadt), die auf der Liste des rumänischen architektonischen Erbes steht, sollte Anfang 1992 abgerissen und ersetzt werden.
Trotz alledem und trotz der viel hinterfragten Behandlung von HIV-infizierten Waisen, hatte das Land weiterhin ein bemerkenswert gutes Schulsystem. Auch war nicht jedes Industrialisierungsprojekt ein Misserfolg: Ceaușescu hinterließ Rumänien ein einigermaßen effektives System der Stromerzeugung und -übertragung, schenkte Bukarest eine funktionierende U-Bahn und hinterließ in vielen Städten einen Zuwachs an bewohnbaren Wohnhäusern.

#### 1980er Jahre: strenge Sparmaßnahmen

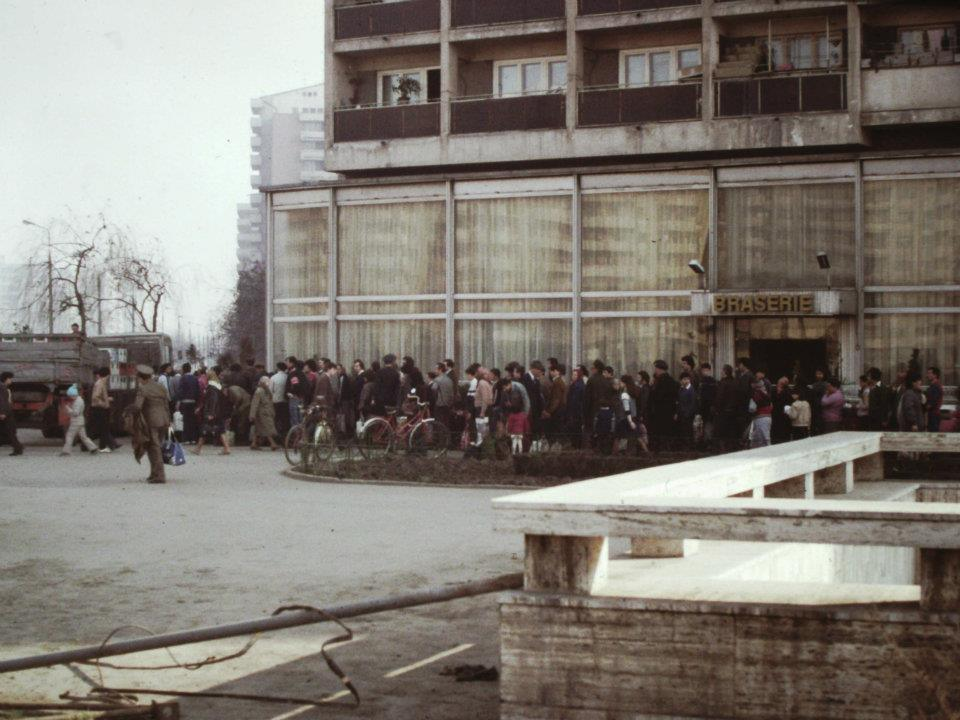
Eine Schlange für Speiseöl in Bukarest, 1986

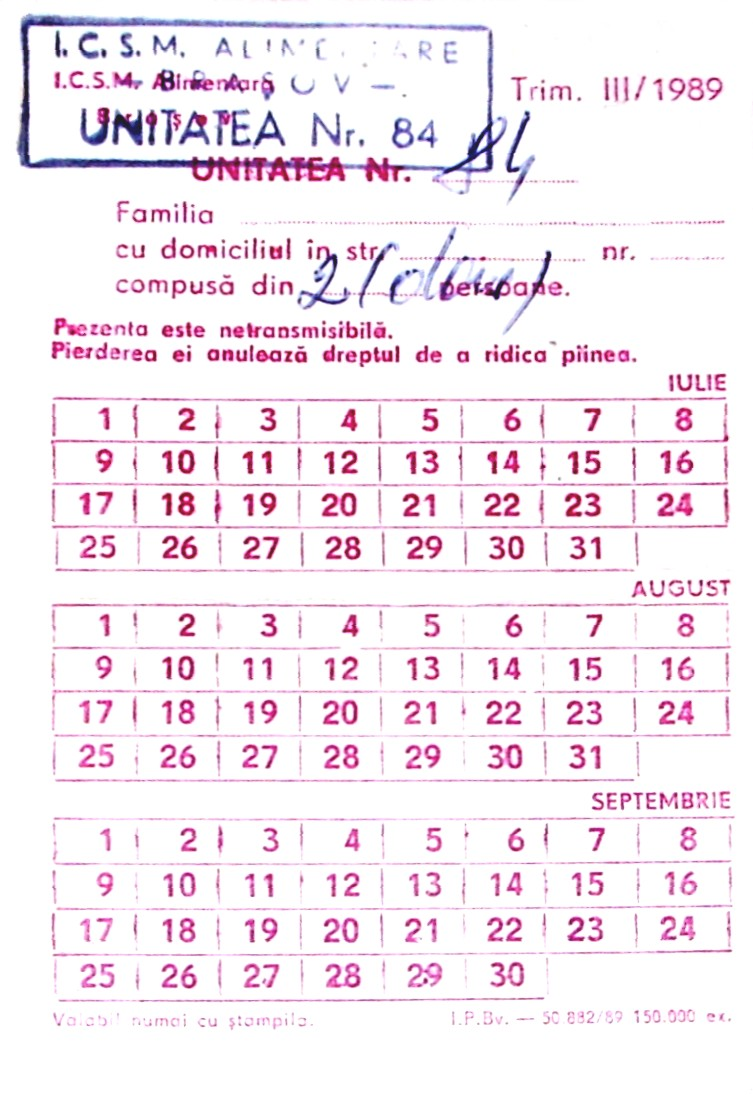
Rumänische Lebensmittelkarte, 1989

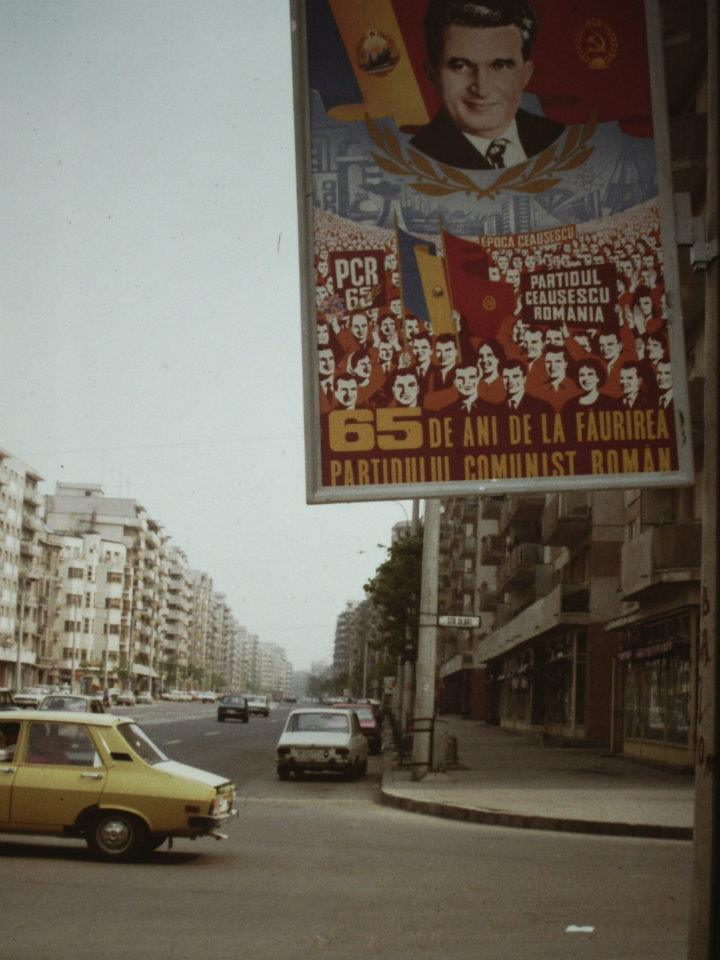
Ein Propagandaplakat in den Straßen von Bukarest, 1986. Die Überschrift lautet „65 Jahre seit der Gründung der Kommunistischen Partei Rumäniens“.

Vor der Austeritätspolitik hatte Rumänien in vielen Bereichen erhebliche Fortschritte gemacht. Zwischen 1950 und 1973 erzielte Rumänien zusammen mit Jugoslawien und Bulgarien durchschnittliche jährliche Wachstumsraten, die sowohl über dem mitteleuropäischen als auch über dem westeuropäischen Durchschnitt lagen. In den ersten drei Nachkriegsjahrzehnten industrialisierte sich Rumänien schneller als Spanien, Griechenland und Portugal. Die Säuglingssterblichkeitsrate sank von 139 pro 1.000 Einwohner in der Zwischenkriegszeit auf 35 in den 1970er Jahren. In der Zwischenkriegszeit war die Hälfte der Bevölkerung Analphabeten, doch unter der kommunistischen Regierung wurde der Analphabetismus ausgemerzt. Die Bevölkerung verstädterte, die Rechte der Frauen wurden stark verbessert, die Lebenserwartung stieg, neben vielen anderen Errungenschaften.
Rumänien machte weiterhin Fortschritte. Hohe Wachstumsraten in der Produktion schufen die Voraussetzungen für die Erhöhung des Lebensstandards der Bevölkerung. Von 1950 bis Mitte der 1980er Jahre stiegen die durchschnittlichen Nettolöhne um mehr als das Achtfache. Der Konsumfonds stieg um das 22-fache, und es wurde ein umfassendes Programm zum Bau von Kultureinrichtungen und Wohnungen durchgeführt. Über 80 Prozent der Bevölkerung des Landes zogen in diesem Zeitraum in neue Wohnungen um.
Trotz alledem blieb der Lebensstandard im Lande einer der niedrigsten in Europa, und schon 1981 gab es deutliche Anzeichen für die Unzufriedenheit der Bevölkerung, wie z. B. Unruhen und ein wütender Mob, der Steine auf Ceaușescus Hubschrauber warf, als dieser im Oktober nach Siebenbürgen flog. Ceaușescu wollte die Kredite des Westens zurückzahlen und verordnete daher eine harte Sparpolitik, zu der auch Rationierung von Lebensmitteln, Gas, Heizung und Strom gehörte. Die Menschen in den Städten mussten auf Erdgasbehälter (butelii) oder Holzkohleöfen zurückgreifen, auch wenn sie an das Gasnetz angeschlossen waren. Angesichts der umfassenden Lebensmittelrationierung veröffentlichte die Kommunistische Partei offizielle Leitlinien, wie sich die Rumänen nahrhaft ernähren und gleichzeitig ihre Zufuhr von Nahrungsenergie um 25 % reduzieren konnten. Für den Durchschnittsrumänen gab es einen Mangel an verfügbaren Waren. 1984 wurden trotz hoher Ernteerträge und einer gesteigerten Lebensmittelproduktion weitreichende Lebensmittelrationierungen eingeführt. Die Regierung warb dafür als „rationelle Ernährung“ und „Mittel zur Bekämpfung der Fettleibigkeit“. Das meiste, was es zu kaufen gab, war Exportabfall, da die meisten Qualitätswaren exportiert wurden, sogar unter Preis, um harte Währung zu erhalten, entweder um die Schulden zu bezahlen oder um die immer stärker werdende Schwerindustrialisierung voranzutreiben.
Maßnahmen zur Mechanisierung und Chemisierung der Landwirtschaft trugen dazu bei, die Produktion von landwirtschaftlichen Erzeugnissen zu steigern. Im Jahr 1950 wurden mehr als 300 kg Getreide pro Kopf der Bevölkerung geerntet; 1982 war diese Menge auf 1 Tonne pro Person gestiegen. Die Fleischproduktion stieg von 29,5 auf 100 kg.
Trotz des sowjetischen Boykotts nahm Rumänien an den Olympischen Sommerspielen 1984 in Los Angeles teil. Damals war es das einzige mit der Sowjetunion verbündete Land, das an den Olympischen Spielen teilnahm.
In den späten 1980er Jahren stufte der Bericht der Vereinten Nationen über die menschliche Entwicklung Rumänien als Land mit hohem Entwicklungsstand ein. Die Lebenserwartung lag bei 71 Jahren, die Alphabetisierungsrate bei 96 % und das reale BIP pro Kopf bei 3000 Dollar.
1985 wurden trotz der enormen Raffineriekapazitäten Rumäniens Erdölprodukte streng rationiert und die Lieferungen drastisch gekürzt, eine sonntägliche Ausgangssperre wurde verhängt, und viele Busse wurden mit Methan angetrieben (sie wurden spöttisch „Bomben“ genannt); Taxis wurden auf Methanol umgestellt. Der Strom wurde rationiert, um die Versorgung der Schwerindustrie umzuleiten, wobei der monatliche Verbrauch auf maximal 20 kWh pro Familie begrenzt war (alles, was über diese Grenze hinausging, wurde stark besteuert). Nur eine von fünf Straßenlaternen blieb eingeschaltet, und das Fernsehen wurde auf einen einzigen Kanal reduziert, der nur 2 Stunden pro Tag sendete. All diese Maßnahmen zusammengenommen führten dazu, dass die Rumänen den niedrigsten Lebensstandard in Europa hatten, mit der möglichen Ausnahme von Albanien.

#### Systematisierung: Abriss und Wiederaufbau

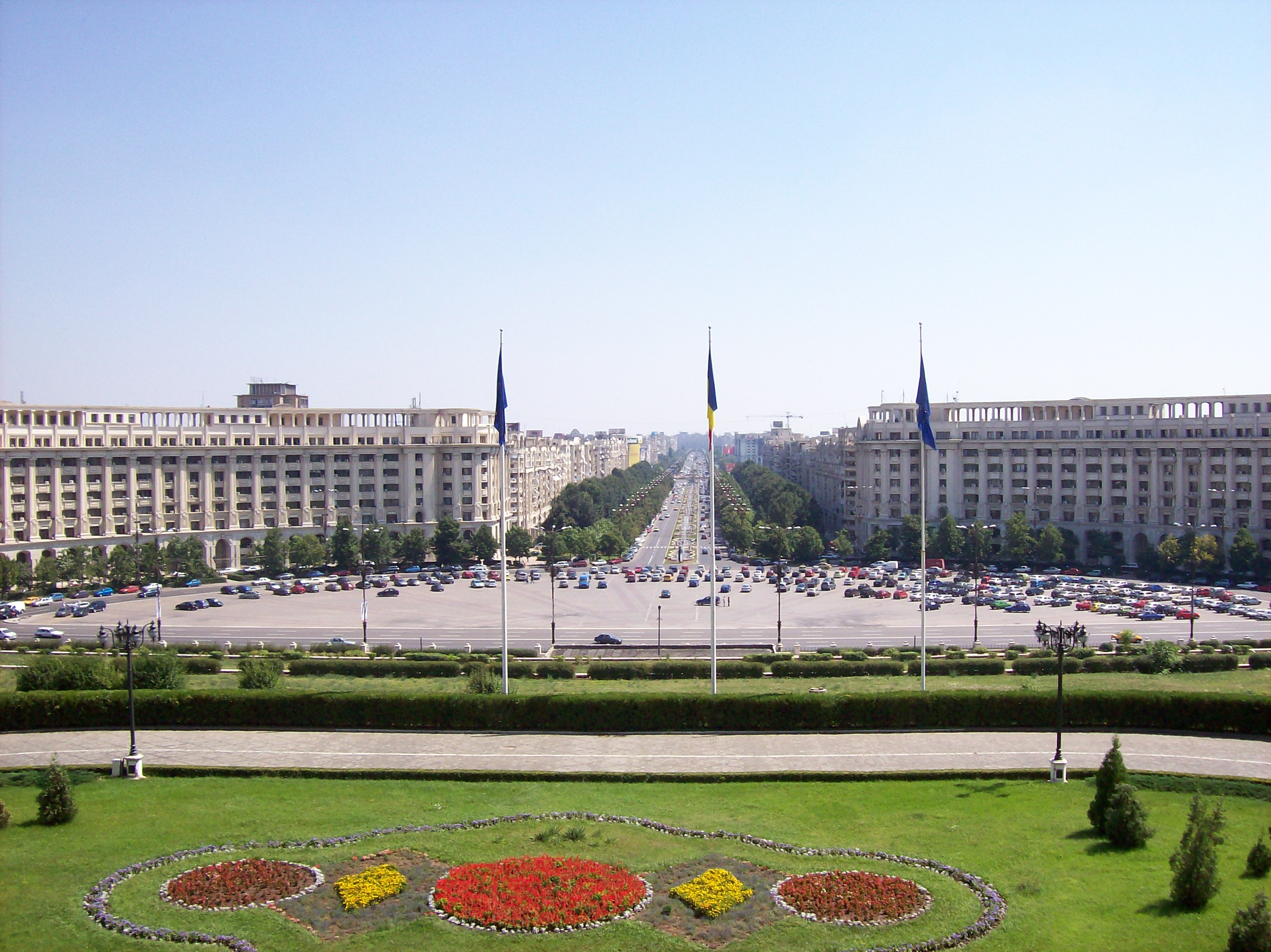
Centrul Civic, Bukarest

Systematisierung (rumänisch Sistematizarea) bezieht sich auf das Programm der Stadtplanung, das unter Ceaușescus Regime durchgeführt wurde. Nach einem Besuch in Nordkorea im Jahr 1971 war Ceaușescu von der Juche-Ideologie dieses Landes beeindruckt und begann kurz darauf eine massive Kampagne.
Ab 1974 bestand die Systematisierung im Wesentlichen im Abriss und Wiederaufbau bestehender Dörfer, Städte und Ortschaften, ganz oder teilweise, mit dem erklärten Ziel, Rumänien zu einem „multilateral entwickelten sozialistische Gesellschaft“ zu machen. Die Politik bestand im Wesentlichen aus dem Massenbau von Wohnblocks mit hoher Dichte (blocuri).
In den 1980er Jahren war Ceaușescu davon besessen, einen Palast von noch nie dagewesenem Ausmaß zu errichten, zusammen mit einem ebenso grandiosen Viertel, dem Centrul Civic, das ihn begleiten sollte. Die Massenabrisse in den 1980er Jahren, bei denen insgesamt acht Quadratkilometer des historischen Zentrums von Bukarest dem Erdboden gleichgemacht wurden, darunter Klöster, Kirchen, Synagogen, ein Krankenhaus und ein bekanntes Art-déco-Sportstadion, um Platz für das grandiose Centrul Civic (Bürgerzentrum) und das Haus der Republik zu schaffen, das nun offiziell in Parlamentspalast umbenannt wurde, waren der extremste Ausdruck der Systematisierungspolitik.

#### Letzte Jahre: Verstärkte soziale Kontrolle

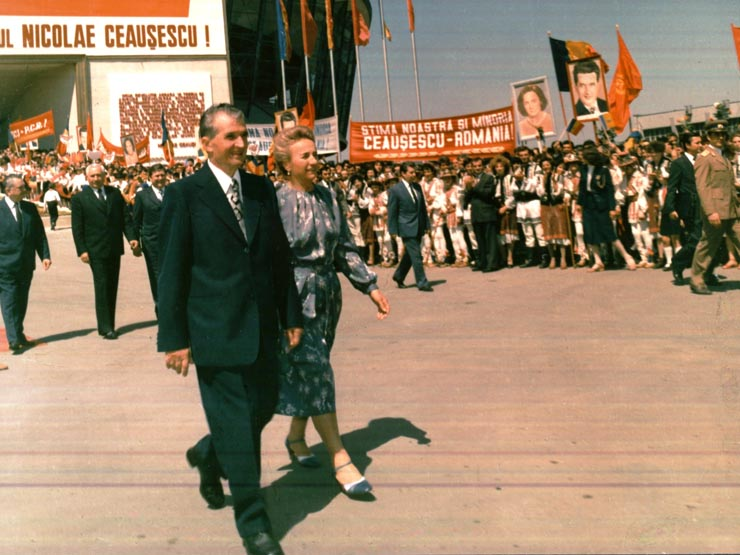
Personenkult um Nicolae Ceaușescu und seine Frau Elena auf dem Höhepunkt, 1986.

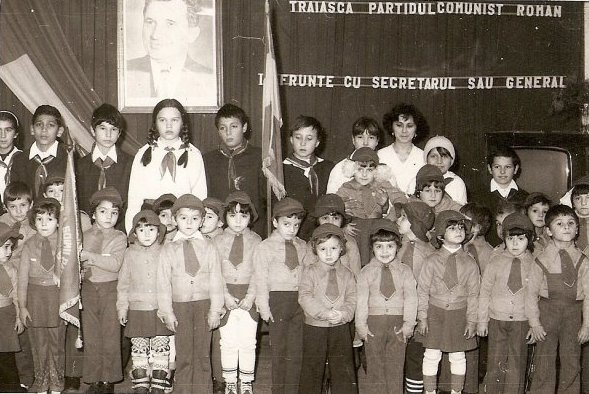
Mitglieder von Șoimii Patriei, einer 1976 gegründeten kommunistischen Jugendorganisation für Kinder zwischen 4 und 7 Jahren

- Die Kontrolle über die Gesellschaft wurde immer strenger, es wurde ein Ostdeutschland-ähnliches Telefonabhörsystem installiert, und die Securitate rekrutierte mehr Agenten, weitete die Zensur aus und überwachte und registrierte einen großen Teil der Bevölkerung. Nach Angaben des CNSAS (Rat für Studien über die Archive der ehemaligen Securitate) war 1989 jeder dritte Rumäne ein Informant für die Securitate. Aufgrund dieser Situation gingen die Einnahmen aus dem Tourismus erheblich zurück, die Zahl der ausländischen Touristen, die Rumänien besuchten, sank um 75 %, und die drei wichtigsten Reiseveranstalter, die Reisen in Rumänien organisierten, verließen das Land bereits 1987. Ceaușescu wurde auch zum Gegenstand des Personenkultes, sein Porträt hing auf jeder Straße und in jedem öffentlichen Gebäude. 1988, als in der Sowjetunion die Perestroika und die Glasnost-Politik in Kraft traten und China die Wirtschaftsreformen durchlief, wirkte das gesellschaftspolitische System des Stalinismus in Rumänien zunehmend deplatziert, doch wurde alles getan, um die Bevölkerung von den Ereignissen außerhalb des Landes zu isolieren. Und während der Westen in der Vergangenheit bereit gewesen war, Ceaușescus Menschenrechtsbilanz zugunsten seiner unabhängigen, antisowjetischen Haltung zu übersehen, verlor dies mit dem Ende des Kalten Krieges an Bedeutung. So geriet Rumänien unter Beschuss der Vereinigten Staaten und ihrer Verbündeten, doch wurden solche Beschwerden lediglich als „unerwünschte Einmischung in die inneren Angelegenheiten unseres Landes“ abgetan. Auch die Bemühungen um den Bau der Donau-Schwarzmeer-Achse wurden wiederbelebt:
- der Donau-Schwarzmeer-Kanal, der fertiggestellt wurde;
- ein landesweites Kanal- und Bewässerungsnetz, das zum Teil fertiggestellt wurde
- Bemühungen zur Verbesserung des Eisenbahnsystems durch Elektrifizierung und ein modernes Kontrollsystem;
- das Kernkraftwerk Cernavodă;
- ein nationales Wasserkraftsystem, einschließlich des Porțile de Fier-Kraftwerks an der Donau in Zusammenarbeit mit Jugoslawien;
- ein Netz von Erdölraffinerien;
- eine recht gut entwickelte Hochseefischereiflotte;
- Marinewerften in Constanța;
- eine gute industrielle Basis für die chemische Industrie und den Schwermaschinenbau;
- eine recht gut entwickelte Außenpolitik;
- neue Städte im Rahmen des Rumänischen Programms zur ländlichen Systematisierung.

### Verschmutzung
Eine weitere Hinterlassenschaft dieser Ära war die Umweltverschmutzung: Ceaușescus Regierung schnitt in diesem Punkt selbst im Vergleich zu den osteuropäischen kommunistischen Staaten schlecht ab. Beispiele dafür sind Copșa Mică mit seiner berüchtigten Kohlenstoffpulverfabrik (in den 1980er Jahren konnte man die ganze Stadt von Satelliten aus in einer dicken schwarzen Wolke sehen), Hunedoara oder der 1989 eingeleitete Plan, das einzigartige Donaudelta – ein UNESCO-Weltkulturerbe in ebene landwirtschaftliche Flächen umzuwandeln.

### Untergang

#### Brașov-Aufstand
Der Dezember 1989 war der letzte Akt eines Finales, das 1987 in Brașov begonnen hatte. Der antikommunistische Aufstand am 15. November 1987 war das wichtigste politische Ereignis, das den bevorstehenden Fall des Kommunismus in Rumänien ankündigte.
Der Aufstand begann im Unternehmen von Trucks Brașov als Streik, der in der Nacht zum 14. November in der Nachtschicht begann und am nächsten Morgen mit einem Marsch in die Innenstadt vor den Rat der Rumänische Kommunistische Partei fortgesetzt wurde.
Die Bevölkerung erfuhr von diesem Ereignis durch Radio Free Europe. So erzählt Emil Hurezeanu: „Ich erinnere mich, dass Neculai Constantin Munteanu, der Moderator der Sendung, die Sendung begann: 'Brașov! Also Brașov! Jetzt geht es los!' Dies war der Tenor der gesamten Sendung. Wir hatten Interviews, Informationen, Interpretationen einiger politischer Auslegungen, ältere Presseartikel, die offene Straßenproteste gegen Ceaușescu ankündigten.“
Die Repressalien gegen die Streikenden waren schnell. Die Arbeiter wurden verhaftet und eingesperrt und ihre Familien terrorisiert, aber der Mut der Arbeiter von Brașov legte den Grundstein für zukünftige Massenaufstände.

#### Proteste im Jahr 1989 vor der Revolution
Im März 1989 protestierten mehrere führende Aktivisten der PCR in einem Brief, in dem sie die Wirtschaftspolitik von Nicolae Ceaușescu kritisierten, doch kurz darauf errang Ceaușescu einen bedeutenden politischen Sieg: Rumänien zahlte seine Auslandsschulden in Höhe von rund 11 Milliarden US-Dollar einige Monate früher ab, als selbst der rumänische Diktator erwartet hatte. Ceaușescu wurde am 14. November auf dem XIV. Parteitag der Rumänischen Kommunistischen Partei – der einzigen politischen Partei der Sozialistischen Republik Rumänien – offiziell als Generalsekretär wiedergewählt.
Am 11. November 1989, vor dem Parteitag, demonstrierten Studenten aus Klausenburg und Bukarest auf der Brezoianu-Straße und dem Kogălniceanu-Boulevard mit Plakaten, auf denen zu lesen war: „Wir wollen Reformen gegen die Ceaușescu-Regierung.“ Die Studenten – Mihnea Paraschivescu, Grațian Vulpe, der Wirtschaftswissenschaftler Dan Căprariu aus Cluj-Napoca und andere – wurden verhaftet und von der Securitate unter dem Vorwurf der Propaganda gegen die sozialistische Gesellschaft untersucht. Sie wurden am 22. Dezember 1989 um 14.00 Uhr freigelassen. Es gab weitere Briefe und andere Versuche, auf die wirtschaftliche, kulturelle und geistige Unterdrückung der Rumänen aufmerksam zu machen, aber sie dienten nur dazu, die Aktivitäten der kommunistischen Polizei und der Securitate zu verstärken.

#### Revolution

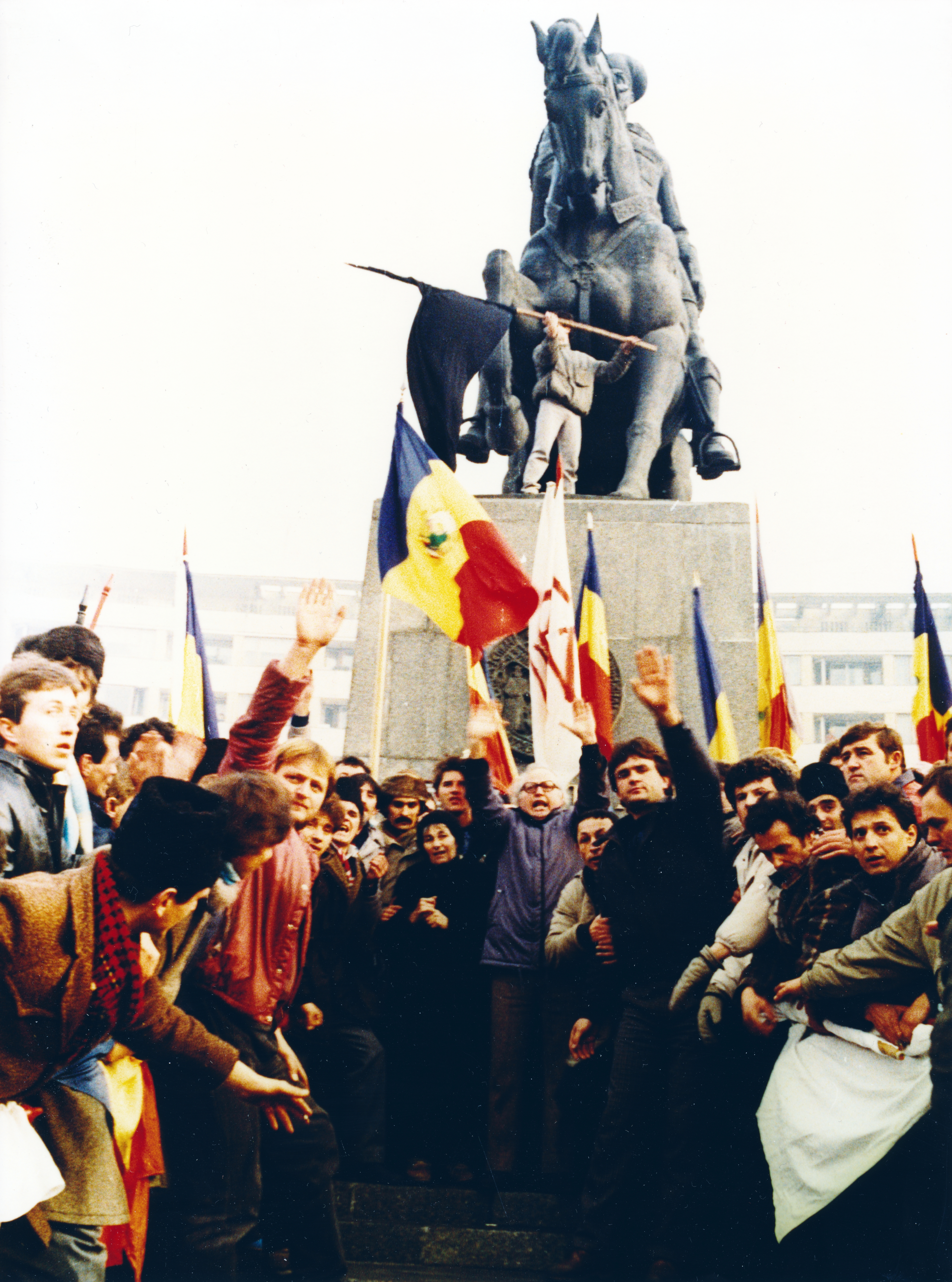
Revolutionäre in Cluj-Napoca

Am 16. Dezember kam es in Timisoara zu Protesten als Reaktion auf den Versuch der Regierung, den dissidenten Pfarrer László Tőkés aus seiner Kirchenwohnung zu vertreiben. Tőkés hatte kürzlich gegenüber den ungarischen Medien kritische Kommentare gegen das Regime abgegeben und die Regierung behauptete, er habe ethnischen Hass angestiftet. Seine Gemeindemitglieder versammelten sich um sein Haus, um ihn vor Belästigung und Räumung zu schützen. Viele Passanten, darunter auch rumänische Studenten, schlossen sich spontan dem Protest an. Anschließend trafen Polizei und Sicherheitskräfte vor Ort ein. Um 19:30 Uhr hatte sich der Protest ausgeweitet und der ursprüngliche Grund wurde weitgehend bedeutungslos. Einige der Demonstranten versuchten, das Gebäude niederzubrennen, in dem das Bezirkskomitee der Kommunistischen Partei Rumäniens (PCR) untergebracht war. Die „Securitate“ reagierte mit Tränengas und Wasserstrahlen, während die Polizei Randalierer angriff und viele von ihnen festnahm. Gegen 21:00 Uhr zogen sich die Randalierer zurück. Sie versammelten sich schließlich um die Rumänisch-Orthodoxe Kathedrale und begannen einen Protestmarsch durch die Stadt, doch erneut wurden sie von den Sicherheitskräften konfrontiert.
Am folgenden Tag, dem 17. Dezember, kam es erneut zu Unruhen und Protesten. Die Randalierer brachen in das Gebäude des Bezirksausschusses ein. Der Armee gelang es nicht, für Ordnung zu sorgen, und es kam zu Chaos mit Schüssen, Kämpfen, brennenden Autos und Verlusten.
Im Gegensatz zur damaligen Sowjetunion hatte Rumänien keine große, privilegierte Elite entwickelt. Ceaușescus Familie behielt die volle Kontrolle über die Politik, und die Funktionäre der Kommunistischen Partei wurden schlecht bezahlt und wechselten häufig von Job zu Job, wodurch potenzielle politische Rivalen daran gehindert wurden, eine Basis der Unterstützung aufzubauen. Dies verhinderte den Aufstieg des reformistischen Kommunismus aus der Michail-Gorbatschow-Ära, der in Ungarn oder der Sowjetunion zu finden war. Ceaușescu war so erbittert gegen Reformen, dass er sogar eine Invasion des Warschauer Pakts in Polen forderte, nachdem dessen Kommunisten beschlossen hatten, mit der Opposition zu verhandeln – eine deutliche Abkehr von seinem vehementen Widerstand gegen die Invasion der Tschechoslowakei zwei Jahrzehnte zuvor.
Anders als in Polen reagierte Ceaușescu auf Streiks ausschließlich mit einer Strategie der weiteren Unterdrückung. Rumänien war fast die letzte osteuropäische kommunistische Regierung, die gestürzt wurde. sein Sturz war auch der heftigste bis dahin.
Am 17. Dezember kam es in Timișoara zu Protesten und Unruhen, und Soldaten eröffneten das Feuer auf die Demonstranten, wobei etwa 100 Menschen getötet wurden. Nachdem er eine zweitägige Reise in den Iran abgebrochen hatte, hielt Ceaușescu am 20. Dezember eine Fernsehansprache, in der er die Ereignisse von Timișoara verurteilte und sagte, er betrachte sie als Akt ausländischer Einmischung in die inneren Angelegenheiten Rumäniens und als Aggression ausländischer Geheimdienste lehnte die Souveränität Rumäniens ab, verhängte eine nationale Ausgangssperre und berief für den nächsten Tag eine Massenversammlung zu seiner Unterstützung in Bukarest ein. Der Aufstand von Timișoara wurde im ganzen Land bekannt und am Morgen des 21. Dezember weiteten sich die Proteste auf Sibiu, Bukarest und anderswo aus.
Am 21. Dezember kam es zu einem Höhepunkt, als Ceaușescus Rede im Zentralkomiteegebäude (ZK) in Bukarest ins Chaos geriet. Die Menge buhte und verspottete Ceaușescu während seiner Rede in einer Reaktion, die für den größten Teil des letzten Vierteljahrhunderts undenkbar gewesen wäre. Er musste sich im CC-Gebäude verstecken, nachdem er die Kontrolle über seine eigenen „Unterstützer“ verloren hatte. In der Nacht des 21. Dezember kam es zu Kämpfen zwischen Demonstranten und der Securitate, der Polizei und einem Teil der Streitkräfte; bei den Kämpfen in den nächsten Tagen wurden mehr als 1100 Demonstranten getötet. Am Morgen des 22. Dezember wurde bekannt gegeben, dass der Armeegeneral Vasile Milea durch Selbstmord gestorben sei. Im Glauben, dass Milea tatsächlich ermordet worden war, zogen die einfachen Soldaten fast „en masse“ zu der aufkeimenden Rebellion. Ein zweiter Redeversuch am nächsten Tag scheiterte schnell. Bald belagerten Menschen das Gebäude des Zentralkomitees und kamen bis auf wenige Meter an Ceaușescu selbst heran; die Securitate tat nichts, um ihm zu helfen. Ceaușescu floh bald mit dem Hubschrauber vom Dach des CC-Gebäudes, nur um sich verlassen in Târgoviște wiederzufinden, wo er und seine Frau Elena schließlich vor ein Kriegsgericht gestellt, nach anderthalb Stunden verurteilt und durch ein Erschießungskommando hingerichtet wurden Augenblicke nach der Verkündung des Urteils und der Strafe am 25. Dezember. Die PCR löste sich bald darauf auf und wurde nie wiederbelebt.

#### Kontroverse über die Ereignisse vom Dezember 1989

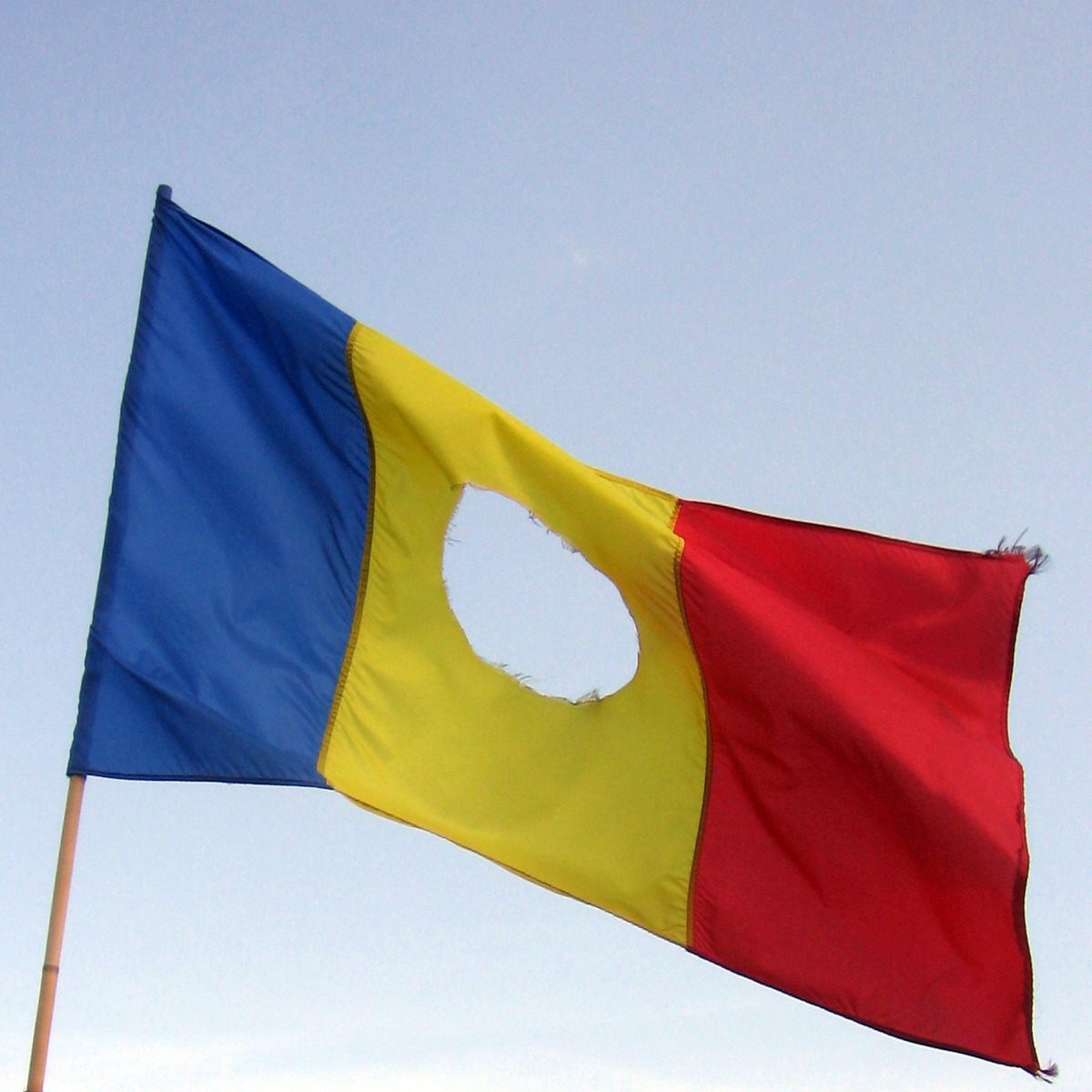
Rumänische Flagge während der Revolution, mit Loch und entfernten sozialistischen Symbolen

Mehrere Monate nach den Ereignissen vom Dezember 1989 wurde weithin argumentiert, dass Ion Iliescu und die Nationale Heilsfront (FSN) das Chaos lediglich für einen Putsch ausgenutzt hätten. Obwohl sich in Rumänien letztendlich viel verändert hat, ist es unter Rumänen und anderen Beobachtern immer noch umstritten, ob dies von Anfang an ihre Absicht war oder ob es sich lediglich um ein pragmatisches Ausspielen der Karten handelte, die ihnen ausgeteilt wurden. Bis Dezember 1989 hatte Ceaușescus harte und kontraproduktive wirtschaftliche und politische Politik ihn die Unterstützung vieler Regierungsbeamter und sogar der loyalsten Kader der Kommunistischen Partei gekostet, von denen sich die meisten mit der Volksrevolution zusammenschlossen oder sich einfach weigerten, ihn zu unterstützen. Dieser Verlust der Unterstützung durch Regierungsbeamte bereitete letztendlich den Weg für Ceaușescus Untergang. Auch die rumänische Armee war ein Faktor für den Sturz des Regimes, da sie unter starken Haushaltskürzungen litt, während große Summen für die Securitate ausgegeben wurden, was sie äußerst unzufrieden machte und nicht bereit war, Ceaușescu zu retten.

## Politik
Der politische Rahmen der RSR war eine sozialistische Republik, geführt von einer einzigen Partei, der Rumänischen Kommunistische Partei. Alle gesetzgebenden Sitzungen fanden in Bukarest statt.

### Außenbeziehungen
Rumäniens Außenpolitik richtete sich an alle Nationen, die mit der Sowjetunion verbündet waren. Unter Ceaușescu pflegte es strategische Beziehungen zum Westblock und der Bewegung der Blockfreien Staaten und es war das einzige Ostblockland, das die Olympischen Sommerspiele 1984 in Los Angeles nicht boykottierte.
Nach der chinesisch-sowjetischen Spaltung unterhielt Rumänien auch Beziehungen zu China und Nordkorea sowie dem von China unterstützten Roten Khmer regierten Demokratischen Kambodscha.
Rumänien trat am 14. Dezember 1955 den Vereinten Nationen bei sowie 1972 dem Internationalen Währungsfonds und der Weltbank. Im Juli 1980 unterzeichnete Rumänien ein umfassendes Handelsabkommen mit der Europäischen Wirtschaftsgemeinschaft; aus der wiederum 1993 die Europäische Union wurde, als Rumänien 2007 beitrat.

## Vermächtnis
Trotz der anhaltenden wirtschaftlichen und sozialen Krise zwischen 1982 und 1989 und der darauffolgenden Sparpolitik der 1980er Jahre in Rumänien, sehen viele Rumänen die sozialistische Ära ihres Landes immer noch positiv, nostalgisch auf eine Ära vermeintlicher Stabilität und Sicherheit zurückblickend im Gegensatz zur jüngsten Wirtschaft und politischen Instabilität sowie der postkommunistischen Korruption, die nach 1989 widerstandsfähig war, wird als großes Problem im Land angesehen. Mehr als 53 % der Rumänen antworteten in Umfragen, dass sie lieber wieder unter dem Kommunistischen Regime leben würden, und 63 % gaben an, dass ihre Lebensumstände unter dem System besser waren. Auch der letzte und am längsten regierende Führer des kommunistischen Regimes, Ceaușescu, genießt in Umfragen eine hohe Zustimmung: 2010 würden 41 % der Rumänen für Ceaușescu stimmen, 2014 waren es bereits 46 %. Im Dezember 2018 hatten 64 % der Menschen eine gute Meinung über Ceaușescu, was ihn zum Präsidenten mit der höchsten Zustimmung im Land macht.
Andererseits begann Rumänien nach dem Sturz des kommunistischen Regimes, seine politische und wirtschaftliche Politik von der (wenn auch verhaltenen) Unterstützung Moskaus auf eine Annäherung an Brüssel und Washington umzustellen, indem es 2004 der NATO und der Europäischen Union im Jahr 2007 beitrat. Heute ist die „apologetische Darstellung“ nationalsozialistischer und kommunistischer Regierungen und die Verunglimpfung ihrer Opfer in den audiovisuellen Medien durch Beschluss des Nationalen Audiovisuellen Rates verboten. Dinel Staicu wurde zu einer Geldstrafe von 25.000 rumänischen Leu (ca. 9.000 US-Dollar) verurteilt, weil er Ceaușescu gelobt und seine Bilder auf seinem privaten Fernsehsender („3TV Oltenia“) gezeigt hatte.

## Galerie

Flagge (1947–1948)
Flagge (1948)
Flagge (1948–1952)
Flagge (1952–1965)
Flagge (1965–1989)

Emblem (1948)
Emblem (1948–1952)
Emblem (1952–1965)
Emblem (1965–1989)

### Überblicksdarstellungen
- Vlad Georgescu: Istoria românilor de la origini până în zilele noastre. 3. Auflage. București 1992, ISBN 973-28-0265-0.
- Institutul de investigare a crimelor comunismului: O istorie a comunismului din România, manual de liceu. Iași 2008, ISBN 978-973-46-1147-8.

### Ceaușescu

#### Schriften
- Nicolae Ceaușescu: Ausgewählte Schriften. Dietz-Verlag, Berlin 1977.
- Nicolae Ceaușescu: Ausgewählte Werke. (4 Bände) Politischer Verlag, Bukarest 1983/1984/1986
- Nicolae Ceaușescu: Rumänien auf dem Weg des Sozialismus. Reden-Aufsätze-Interviews. Rombach, Freiburg im Breisgau 1971.

### Internationale Beziehungen
- Jörg Echternkamp: Sozialistische Waffenbrüder? Rumänien und die DDR im Warschauer Pakt. Zentrum für Militärgeschichte und Sozialwissenschaften der Bundeswehr, Potsdam 2020, ISBN 978-3-941571-40-2.